# Sumitomo Forestry
Sumitomo Forestry Co., Ltd. — японская лесозаготовительная и перерабатывающая компания. Также компания занимается строительством домов из деревянных материалов. Входит в кэйрэцу Sumitomo.

## История
Компания Sumitomo начала заготавливать собственную древесину в 1691 году для обеспечения потребностей медеплавильного производства.
В 1894 году компания начала засаживать искусственные лесные массивы для их последующего заготовления.
Лесозаготовительный бизнес был выделен в отдельный департамент в 1898 году.
В годы Второй мировой войны (с 1942 года) компания начинает заготавливать древесину в Индонезии на островах Суматра, Борнео, Ява.
В 1948 году дзайбацу Sumitomo было фактически ликвидировано и лесной бизнес был выделен в отдельную структуру. Непосредственно же Sumitomo Forestry была образована в 1955 году путём объединения Toho Norin Co., Ltd. и Shikoku Ringyo Co., Ltd.
В 1964 году компания начинает бизнес по строительству недвижимости из лесоматериалов.
В 1970 году в Индонезии создаётся дочернее предприятие P.T. Kutai Timber Indonesia. Здесь же организуется производство фанеры.
В 1986 году в Новой Зеландии создаётся дочерняя компания Nelson Pine Industries Ltd., где организуется производство ДВП.
В 1990 году компания проходит процедуру листинга на Токийской фондовой бирже.
В 1991 году в Индонезии компания переходит к лесовозобновительной схеме работы.
В 1993 году Sumitomo Forestry создаёт INOS Group для усиления позиций на рынке деревянного домостроения.
В 2001 году в результате объединения Sumitomo Forestry Crex Co., Ltd., Sumirin Holz Co., Ltd., Sumirin Plywood Industries, Ltd. и Fuji Incombustible Building Materials Industry Co., Ltd. создаётся Sumitomo Forestry Crest Co., Ltd.
В 2003 году компания выходит на рынок деревянного домостроения США (Сиэтл). В 2004 году выходит на китайский рынок.
В 2006 году компания объединяется с Ataka Kenzai Co., Ltd. В том же году выходит на рынок коммерческой недвижимости Республики Корея.

## Компания сегодня
На данный момент в Японии компания контролирует 40,5 тысяч га леса. Помимо собственно лесозаготовки компания производит строительные и отделочные материалы из дерева, а также металлические и керамические строительные материалы. Также Sumitomo Forestry Co., Ltd. является активным игроком на рынке деревянного домостроения в Японии, США, Китае, Республики Корея и др. В данном сегменте в Японии компания является лидером.